# NEVER STOP
『NEVER STOP』（ネヴァー・ストップ）は、ゴスペラーズ39枚目のシングル。2011年5月18日にキューンミュージックから発売された。

## 概要
2011年第1弾シングル。表題曲「NEVER STOP」は『終わらない世界』以来、久々にシングル化されたアップテンポなアカペラソングで、「立ち止まることなく前進しよう」とのメッセージが込められている。カップリング曲の「靴は履いたまま Live@NHKホール（2011.02.10） 」は、「ゴスペラーズ坂ツアー2010〜2011“ハモリ倶楽部 響（HIBIKI）”」でのLIVE録音である。

## 収録曲
1. NEVER STOP [3:59]
  - 作詞・作曲・編曲：村上てつや
2. 靴は履いたまま Live@NHKホール（2011.02.10）[7:12]
  - 作詞：安岡優／作曲：田辺恵二